# Ensemble monumental des églises de Sant Pere de Terrassa
L'ensemble monumental des églises de Sant Pere de Terrassa est constitué par les églises romanes de Sant Pere, Sant Miquel et Santa Maria, situées au confluent des torrents de Vallparadís et Montner, dans l'ancienne agglomération wisigothique d'Égara, origine du village de Sant Pere, aujourd'hui un quartier de Terrassa (Barcelone, Espagne). C'est l'ensemble artistique le plus important de la cité et un des joyaux de l'art roman catalan. Elles ont été le siège de l'antique évêché d'Égara aux Ve et VIIIe siècles.

## Histoire
Les trois églises ont été édifiées près de l'antique Égara romaine (dont on conserve encore des restes) comme siège de l'évêché d'Égara constitué vers 450 et qui s'est maintenu jusqu'à l'invasion sarrasine au VIIIe siècle. On connaît les noms de quelques-uns de ses évêques (comme le premier, Irénée) et on sait que s'y est tenu un concile provincial de la Tarraconaise en 614. L'ensemble épiscopal se conforme aux modèles byzantins antiques: deux églises (Sant Pere et Santa Maria) et un baptistère (Sant Miquel). Après un long processus de construction, les églises ont été terminées (dans leur forme actuelle) vers les XIe et XIIe siècles: elles sont de facture romane édifiées sur les anciens édifices préromans de l'époque wisigothique.
Au XIIe siècle, s'est installé à Santa Maria un canonicat augustinien qui s'est maintenu jusqu'à fin 1392. D'autre part, l'église de Sant Pere d'Égara, siège de la paroisse, a perdu sa condition de paroisse en 1601 au profit de la nouvelle basilique de l'Esprit Saint, dans l'agglomération de Terrassa, actuellement cathédrale du nouvel évêché de Terrassa. Au XIXe siècle, Sant Pere a retrouvé sa condition de paroisse.
Dans le premier tiers du XXe siècle, les trois églises ont été l'objet d'une étude approfondie et d'une restauration confiée à Josep Puig i Cadafalch, qui a également réalisé des fouilles à Santa Maria et Sant Miquel. L'ensemble a été déclaré Monumento Nacional en 1931, et Bien de interés histórico-artístico en 1985. Actuellement ils font partie d'une des six sections du Musée de Terrassa (es).

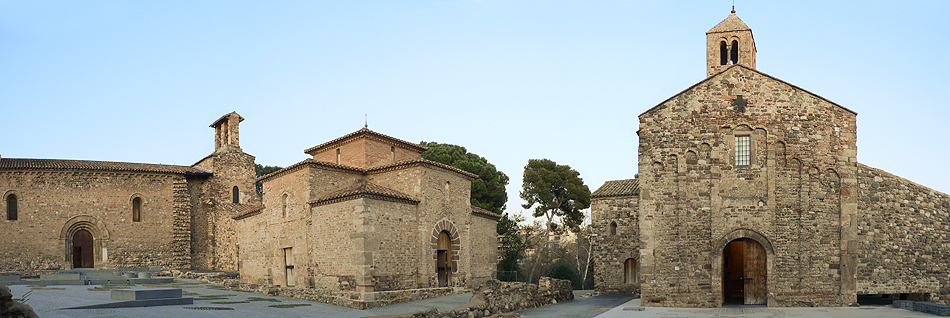
De gauche à droite: les églises de Sant Pere, Sant Miquel et Santa Maria

## Église de Sant Pere

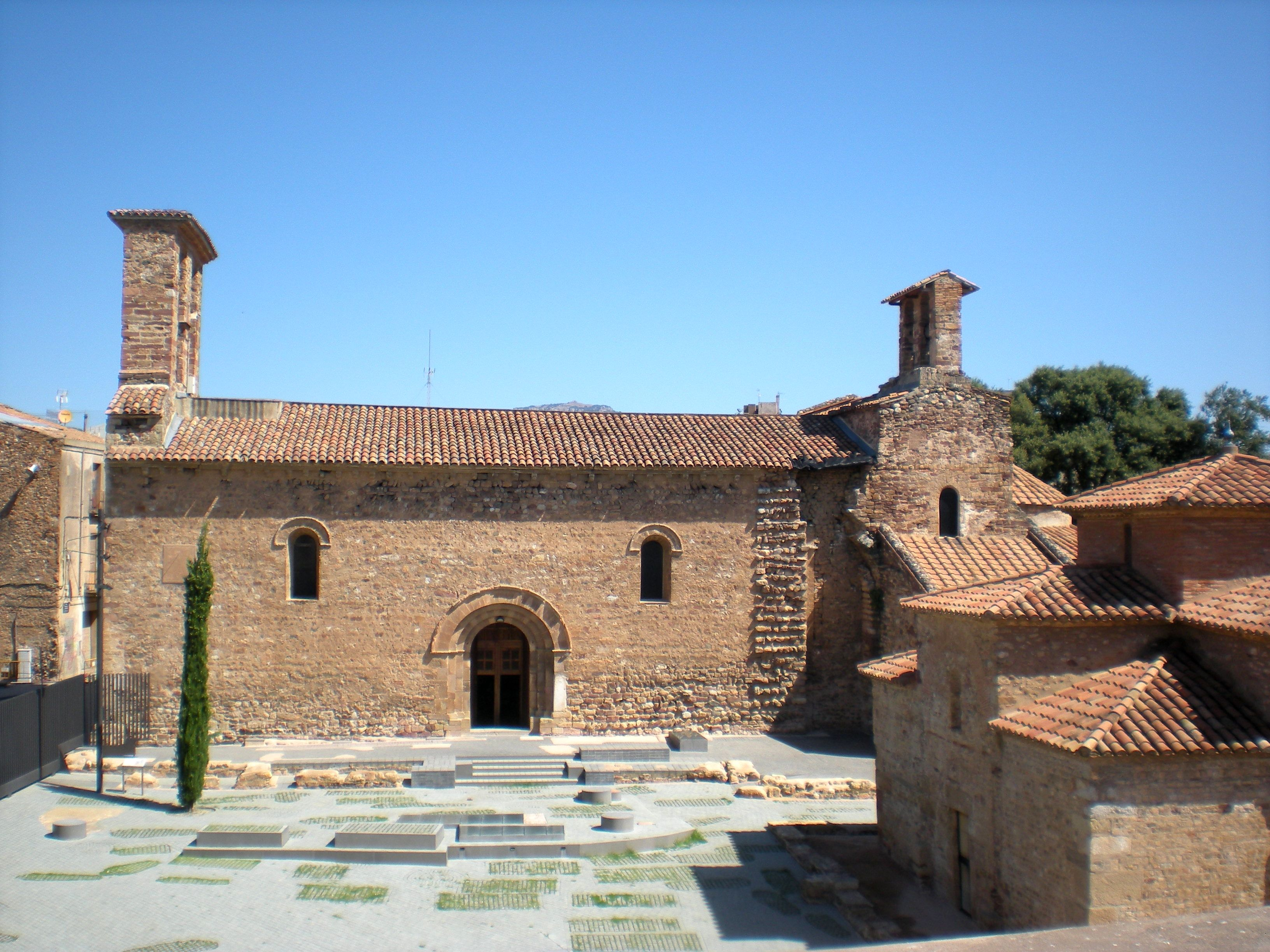
Église de Sant Pere. À droite, l'église de Sant Miquel

Au nord de l'ensemble (ou à gauche de l'entrée), on trouve l'église de Sant Pere, la plus grande des trois églises et qui donne son nom à l'ensemble épiscopal et à l'ancien village de Sant Pere (aujourd'hui quartier) qui s'est constitué tout autour. Elle a une nef unique avec une abside trilobée et un transept ; elle est couverte par une voûte en berceau. Le chevet (abside et transept) est d'époque préromane (IXe et Xe siècles et la nef est du XIIe siècle. La porte d'accès, très simple, s'ouvre dans le mur sud et est entourée par quatre archivoltes sans décor. La lumière entre par deux grandes fenêtres situées de chaque côté de la porte et par les trois fenêtres de l'abside. La façade est couronnée par une corniche avec une frise sculptée soutenue par des consoles en forme de têtes humaines. Elle a deux clochers, un en forme de clocheton, d'origine romane et l'autre plus moderne près du transept.
À l'intérieur, l'abside a un sol couvert de mosaïques du Xe siècle avec des motifs géométriques, selon la tradition romaine. L'abside centrale est fermée par un retable en pierre en trois registres, le premier avec des peintures murales du XIe siècle, encore de type préroman, et les deux supérieurs, à l'intérieur d'arcs aveugles, avec la représentation de Saint Pierre, Jésus, les Évangélistes et d'autres personnages de la bible. Sur le mur nord de la nef subsistent des fragments de fresques gothiques du XIVe siècle, de style primitif. À gauche de la nef s'ouvrent deux chapelles ajoutées postérieurement: celle de Saint Valentin, avec un retable du XVIIe siècle, et celle du Santísimo, avec des peintures murales de Ricard Marlet (1948).

### Galerie

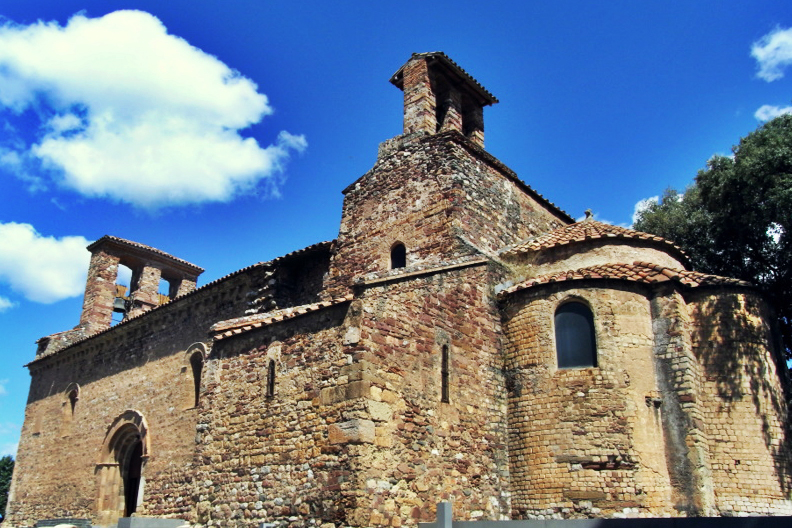
Sant Pere.
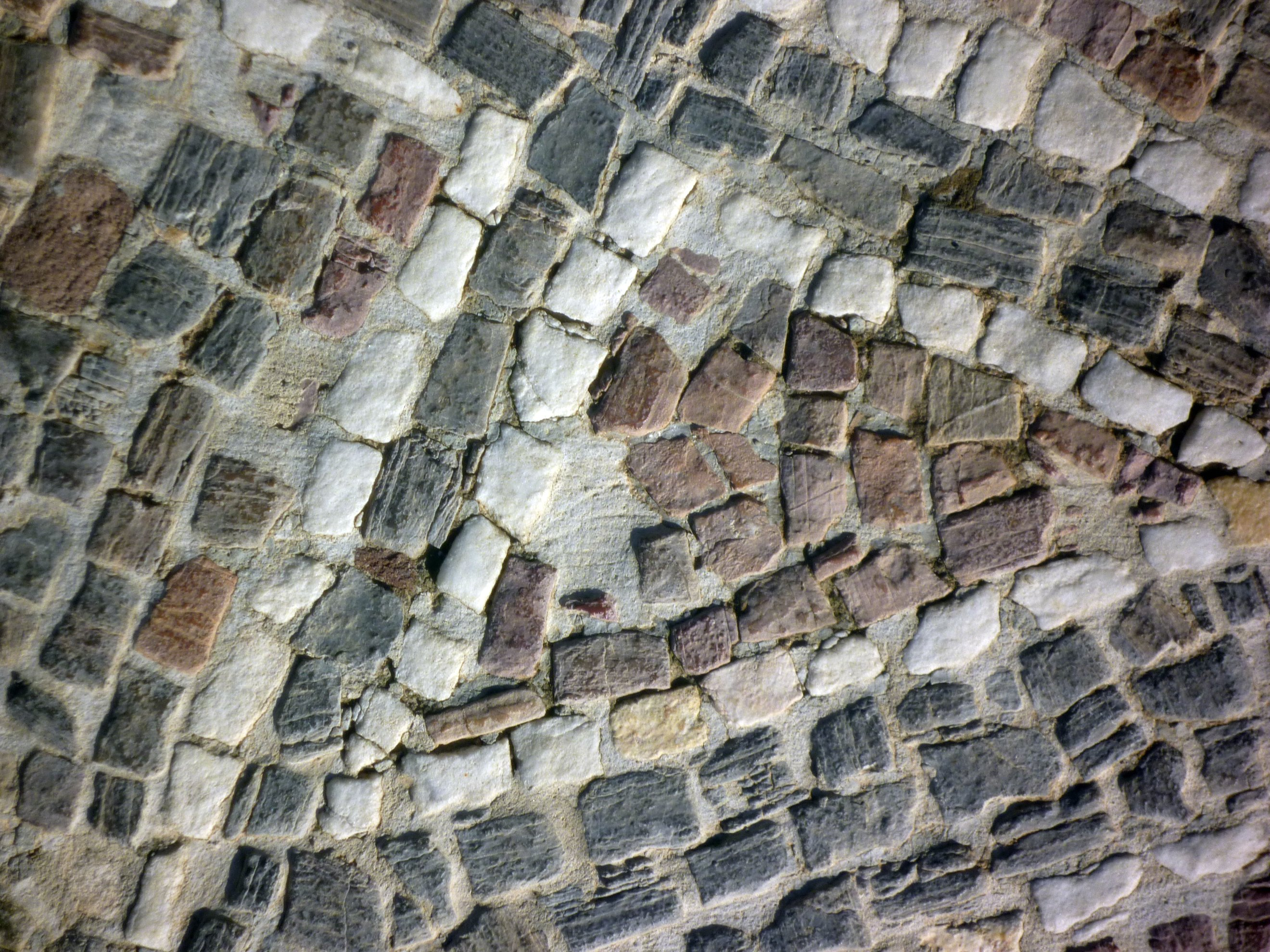
Mosaïques.
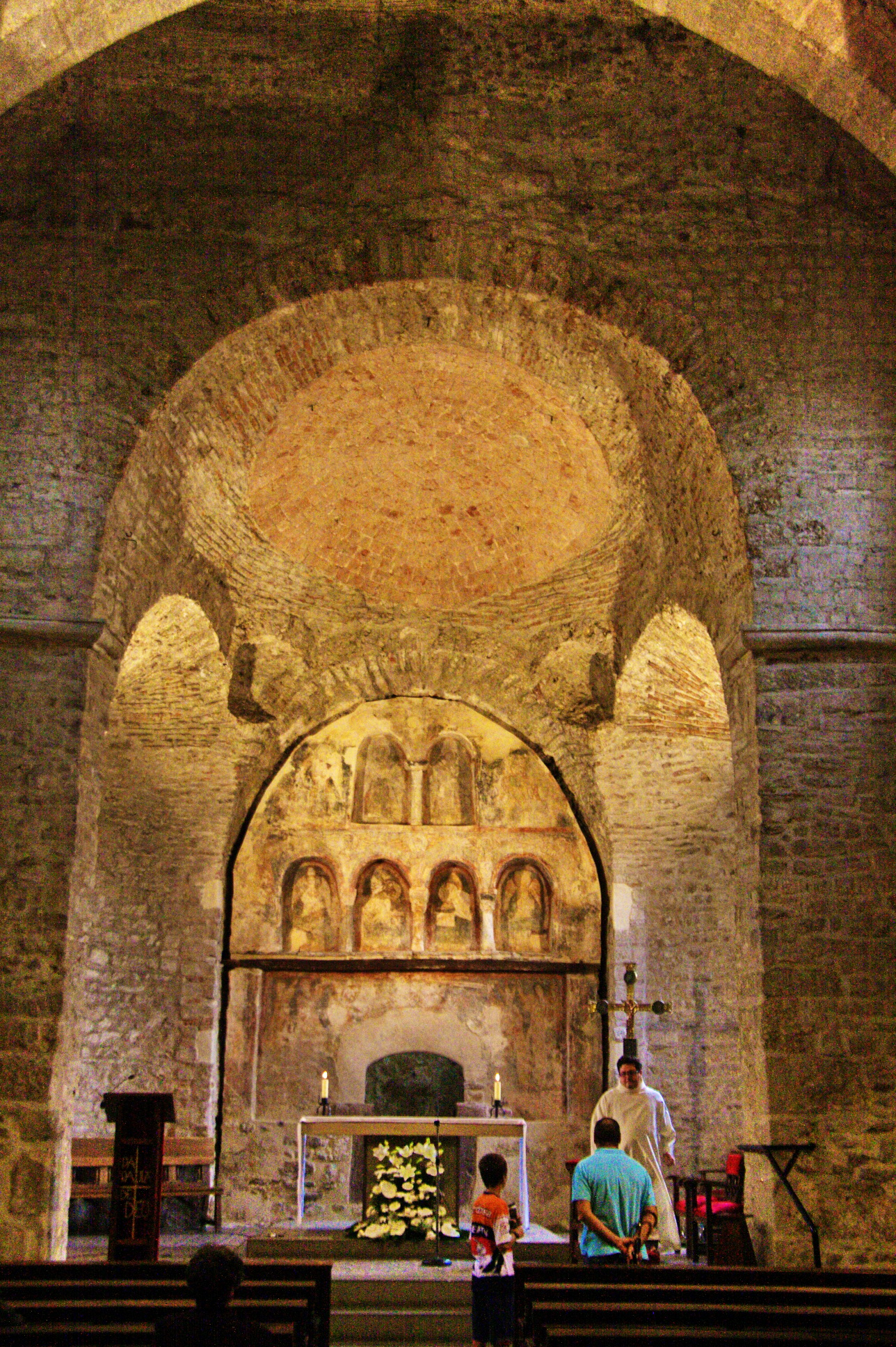
Retable.
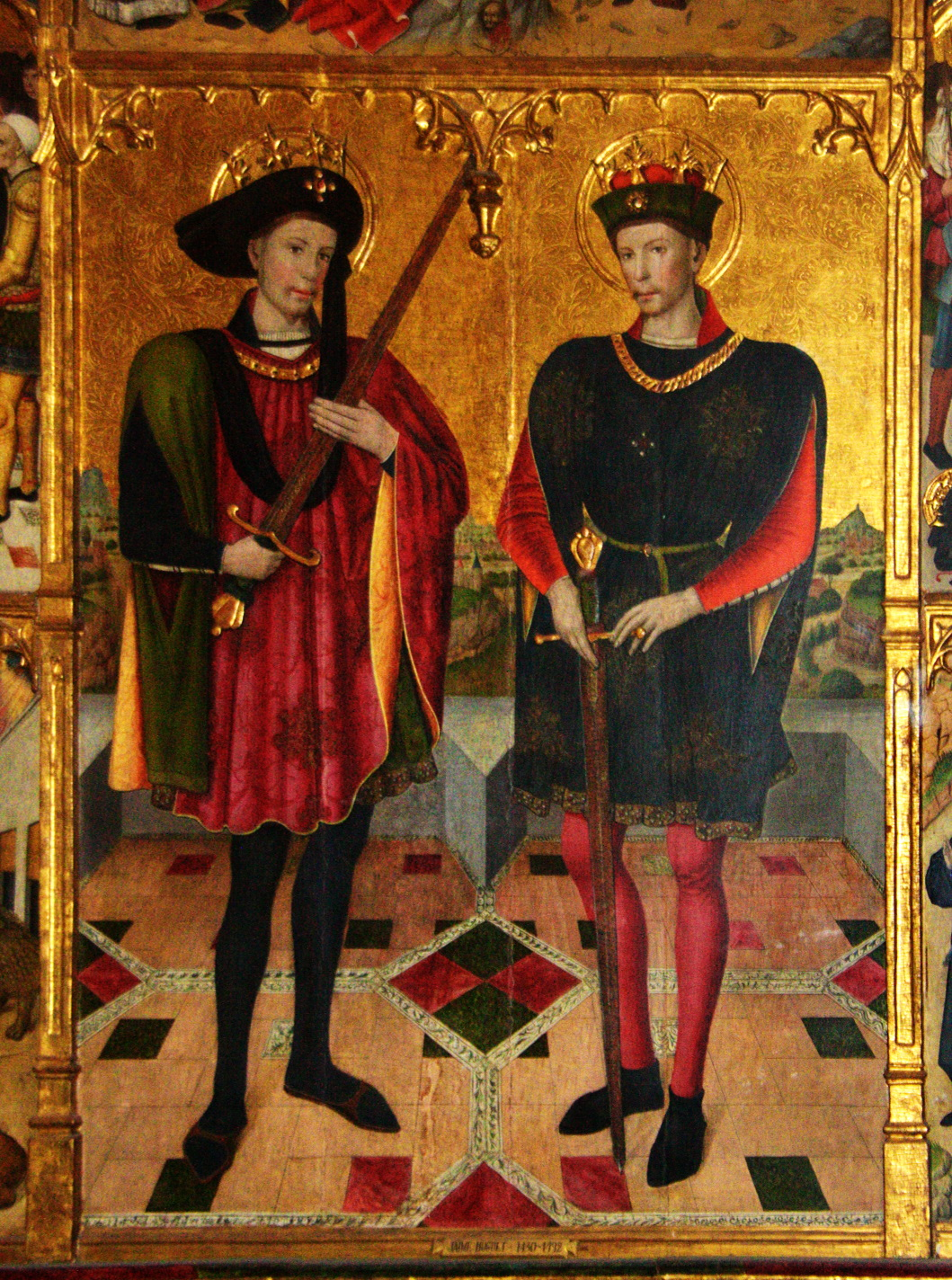
Retable des saints Abdó et Senén.

## Église de Sant Miquel

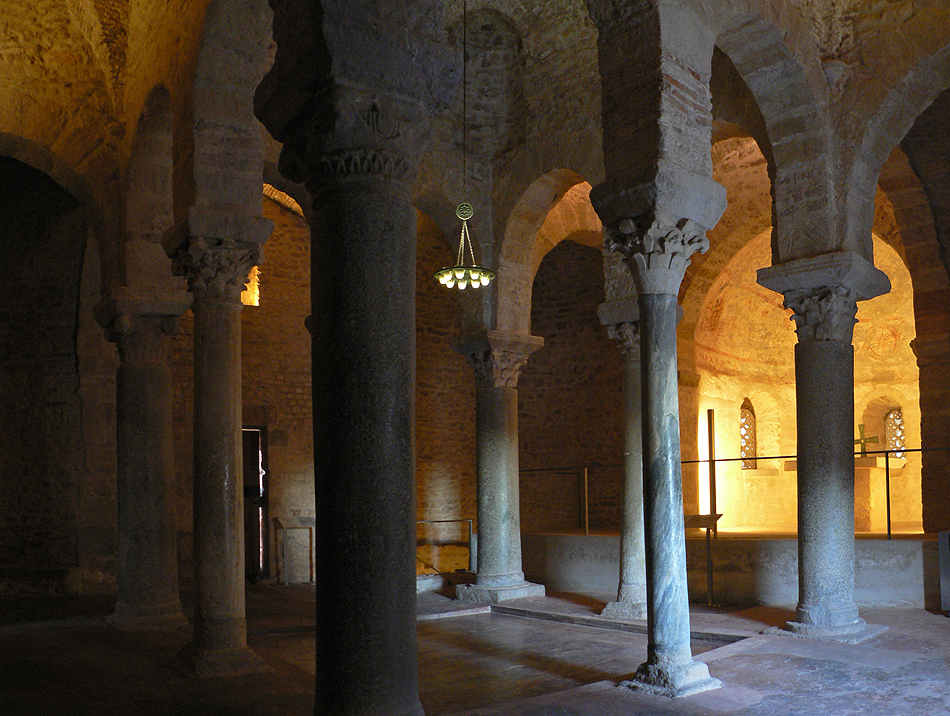
Intérieur de l'église de Sant Miquel

Située au centre de l'ensemble, entre les deux églises, elle était certainement utilisée comme baptistère. C'est la seule, des trois églises, qui conserve entièrement le plan primitif, qui est carré et forme une croix grecque avec des niches aux angles dans la paroi est, sur l'abside, ayant la forme d'arc outrepassé à l'intérieur et hexagonal à l'extérieur. À l'intérieur, au centre du plan carré, se trouve le tambour surmonté par une coupole et soutenu par huit colonnes faites de fragments wisigothiques réutilisés, et quatre chapiteaux romains tardifs. Dessous la coupole, on trouve la piscine du baptistère, de forme octogonale.
Dessous l'abside, on trouve la crypte de Sant Celoni, avec une chapelle absidale trilobée. La porte d'accès est dans le mur sud et date des IXe et Xe siècles. Il semble que les fresques de l'abside soient, également, du Xe siècle, avec une scène représentant le Christ entouré d'anges et, en dessous, les douze apôtres.

### Galerie

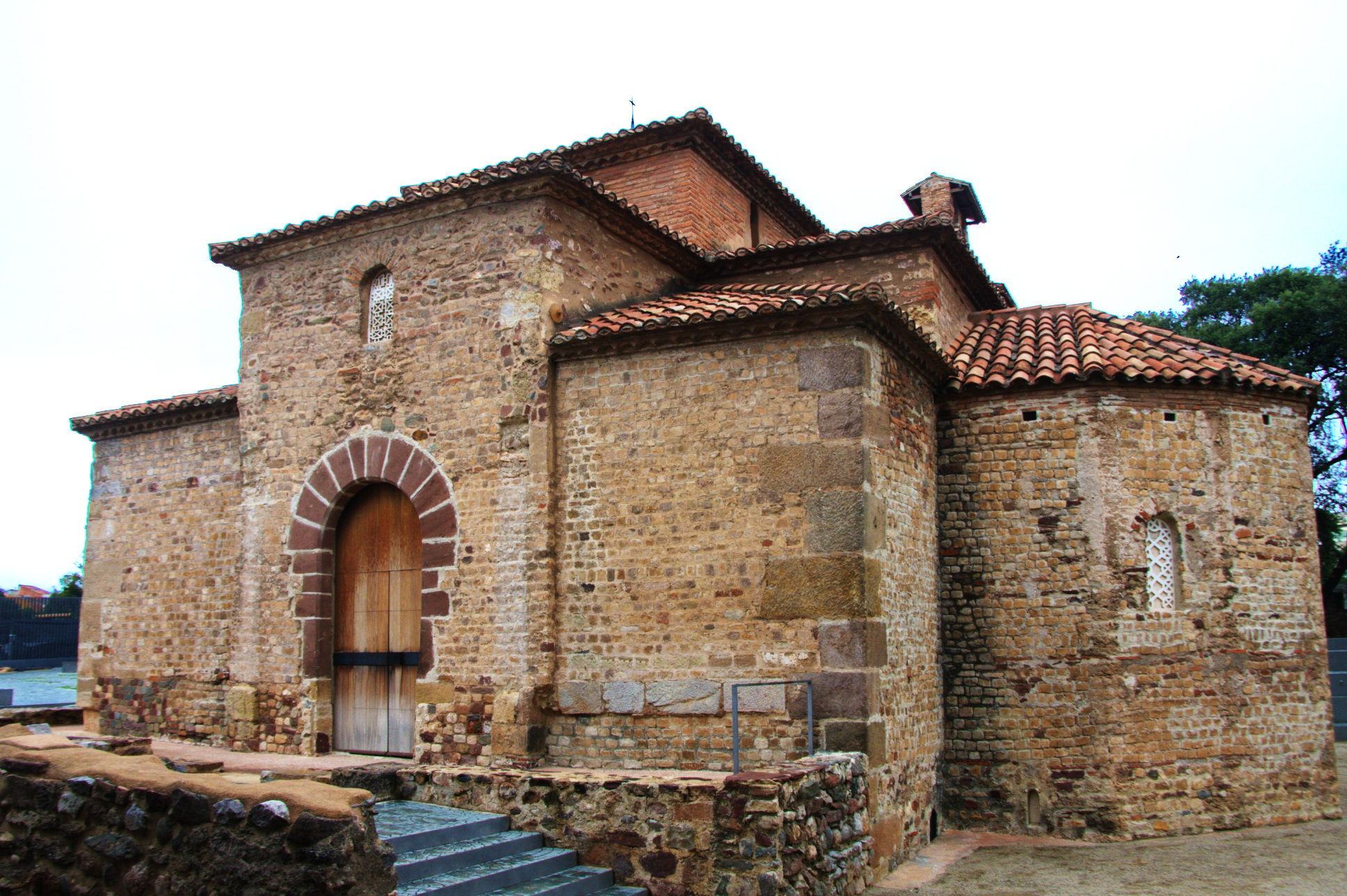
Sant Miquel.
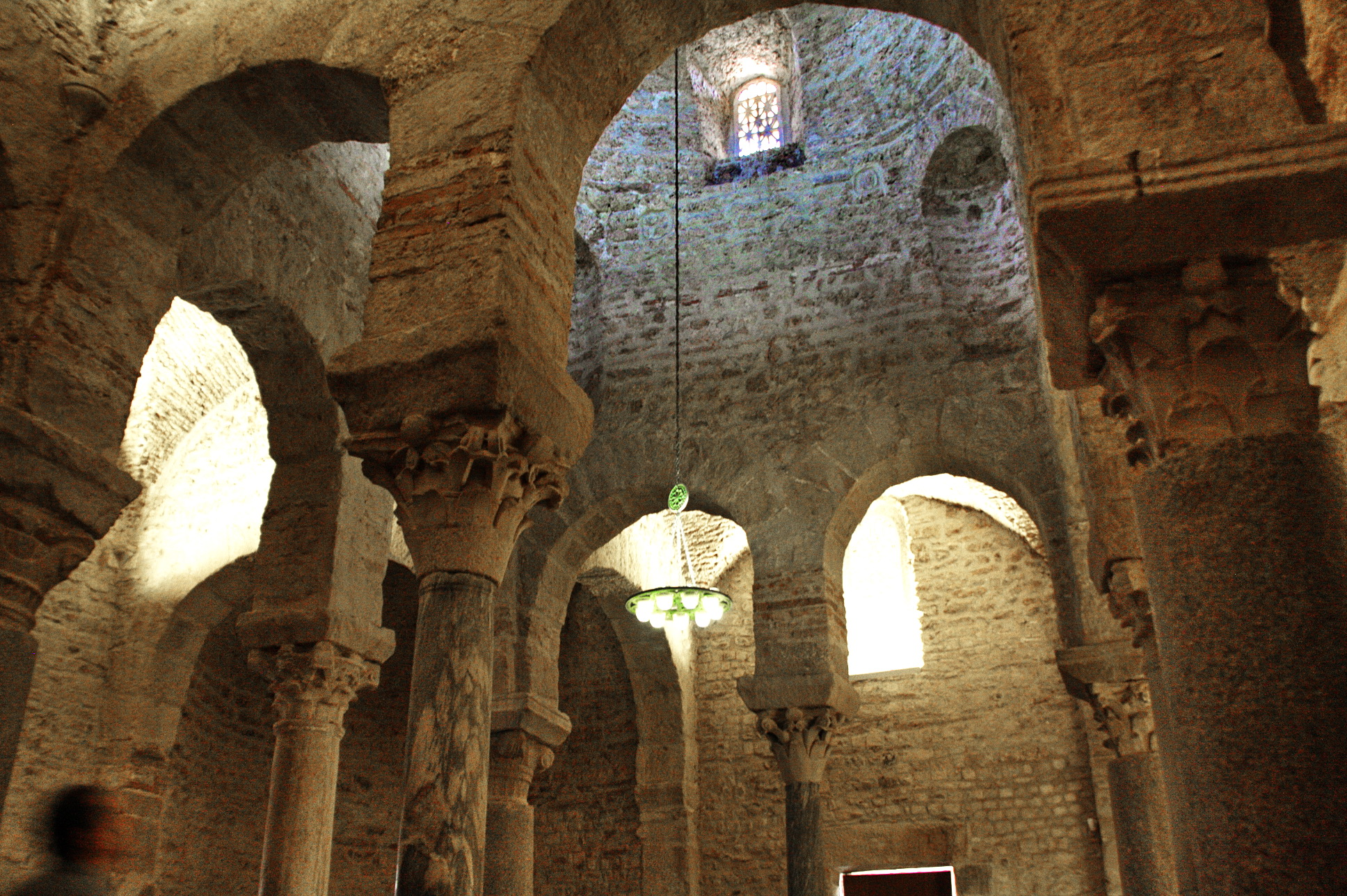
Sant Miquel.
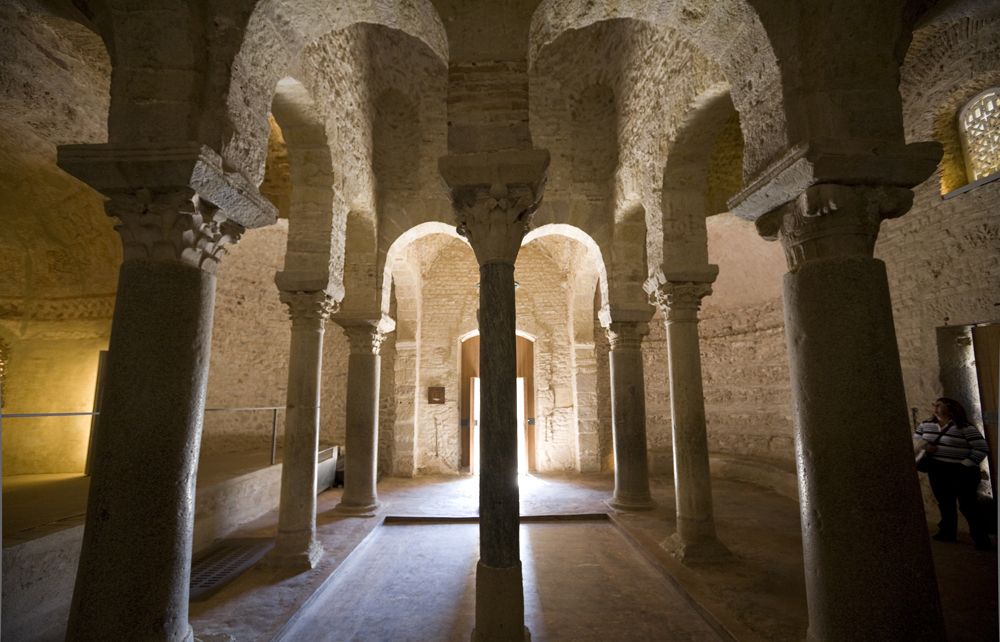
Sant Miquel.
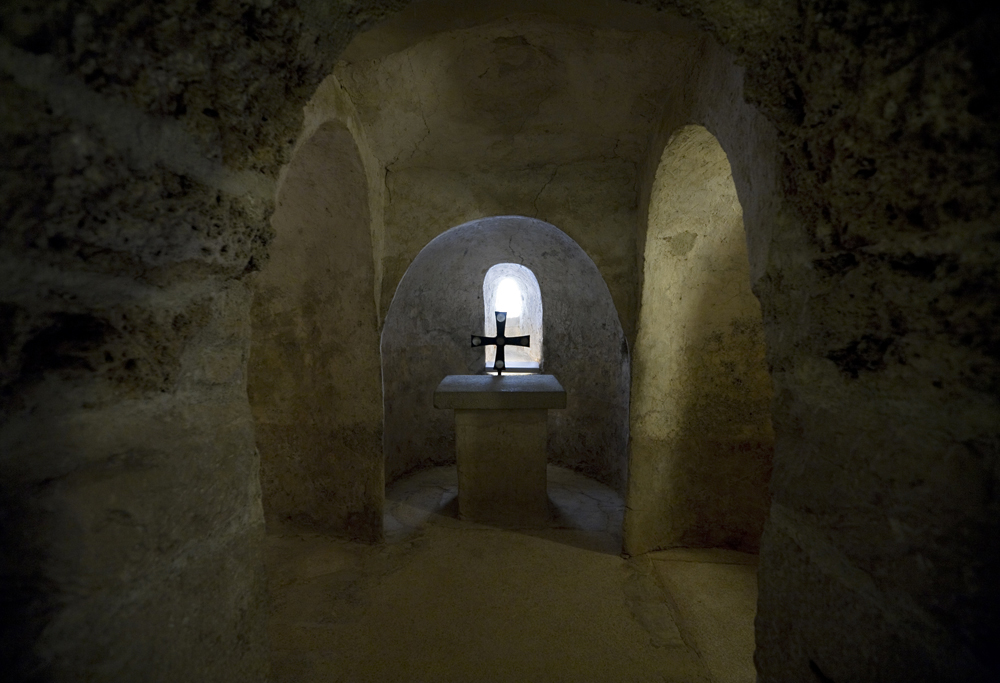
Crypte.

## Église de Santa Maria

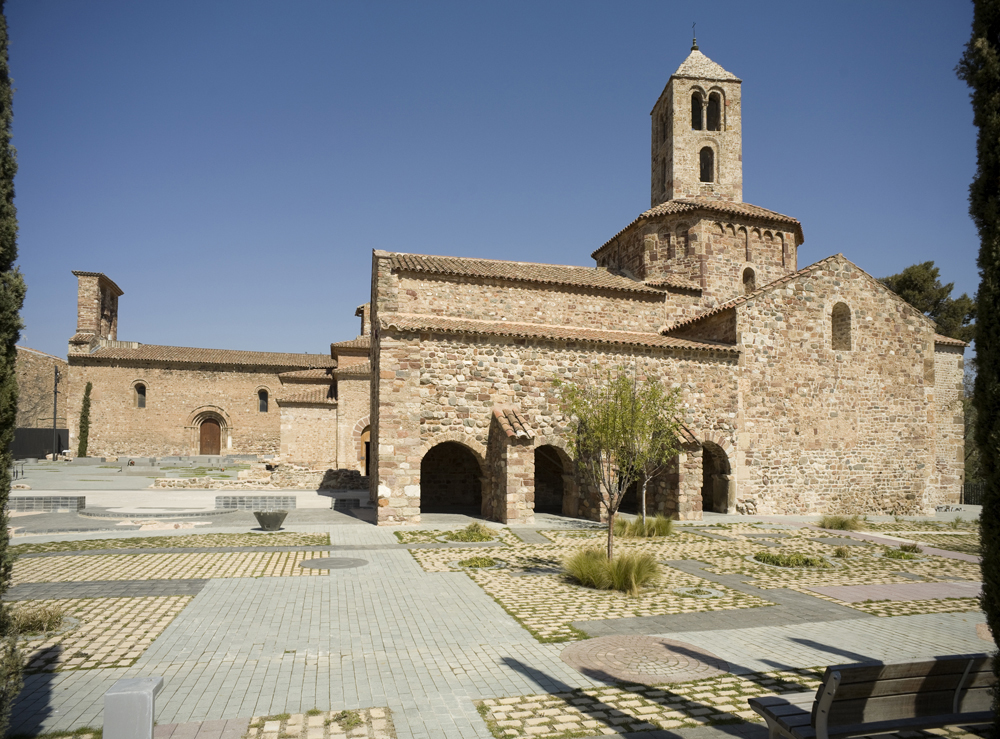
Église de Santa Maria

Cet édifice roman, du début du XIIe siècle, se trouve au sud de l'ensemble et a un plan en croix latine. Le chevet, avec l'abside en forme d'arc outrepassé à l'intérieur, et carré à l'extérieur, appartient à un édifice de construction antérieure. La nef est couverte par une voûte brisée et le transept par une voûte semi-circulaire. Au-dessus de la croisée s'élève le tambour octogonal couronné par un petit clocher à deux étages, avec un toit à quatre pentes. Le tambour et la partie haute des murs au nord et à l'ouest possèdent une décoration lombarde, avec des lésènes et une arcature aveugle. La porte d'entrée est simple, faite d'un arc en plein cintre avec des sculptures en terre cuite au-dessus. Sur la façade sud, il y a un portique de quatre arcs en plein cintre, restes du cloître du canonicat augustinien du XIIe siècle.
Devant et dans l'église, on peut voir les restes des anciens édifices paléochrétiens et wisigothiques, avec des mosaïques superposées (une du IVe siècle et l'autre du Ve siècle), l'abside rectangulaire wisigothique et des cryptes sépulcrales (creusées en dessous de l'église romane) ou l'ancien baptistère (sous le transept).
La voûte de l'abside est couverte de peintures murales de type linéaire, avec des traits rouges et verts, qui racontent la vie et la passion du Christ ; bien qu'elles respectent le style paléochrétien, elles datent, surement, du Xe siècle. De même, dans l'abside, il y a une table d'autel du haut Moyen Âge et une statue gothique de la Madre de Dios du XIVe siècle.
Les murs de Santa Maria conservent des pièces artistiques remarquables, à la manière d'un musée. Elle a recueilli les œuvres principales de tout le complexe épiscopal de Sant Pere. Le long de la nef, il y a des plafonds avec des fresques qui vont du style roman au gothique. Autrefois, elles étaient dans l'abside d'où on les a retirées pour que l'on puisse contempler les peintures antérieures, visibles aujourd'hui. Il y a, également, une pierre d'autel du Xe siècle et des pierres tombales médiévales et romanes (sur une d'elles, on trouve écrit le nom de la commune romaine d'Égara). Dans le transept, on trouve trois retables gothiques de grande valeur :
- Le retable des saints Abdó et Senén, dans le bras gauche du transept, œuvre de Jaume Huguet, peint en 1460 pour l'église de Sant Pere. Il est très bien conservé et est un des plus célèbres de l'artiste. Les saints titulaires sont représentés au centre, entourés de scènes de leur vie et de leur martyre. Dans la partie inférieure sont les images des saints médecins Côme et Damien.

- Le retable de San Miguel, à côté du précédent, œuvre de Jaume Cirera et Guillem Talarn qui a été terminé entre 1450 et 1451. Sont représentées les luttes entre les anges et les démons ainsi que trois scènes de la Passion.

- Le grand retable de Sant Pere, dans le bras droit du transept, œuvre de Lluis Borrassà, de 1411. Il manque le tableau central, alors que les huit latéraux présentent diverses scènes de la vie de Saint Pierre.

- Près du retable de Sant Pere, il y a une absidiole avec des peintures murales romanes de la fin du XIIe siècle, avec un Christ en Majesté et des scènes du martyre de saint Thomas Becket.

### Galerie

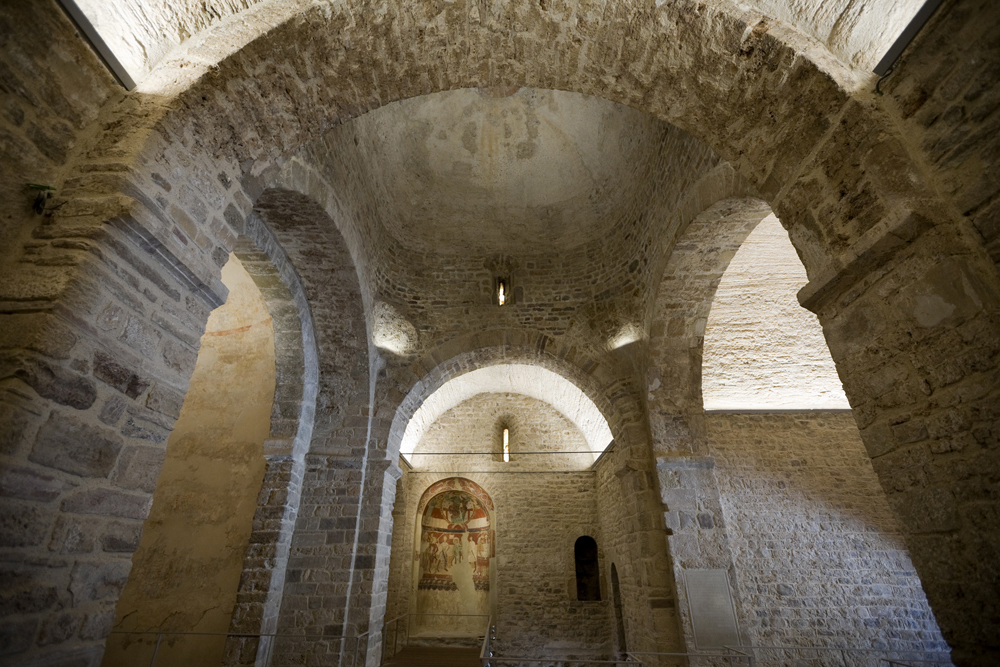
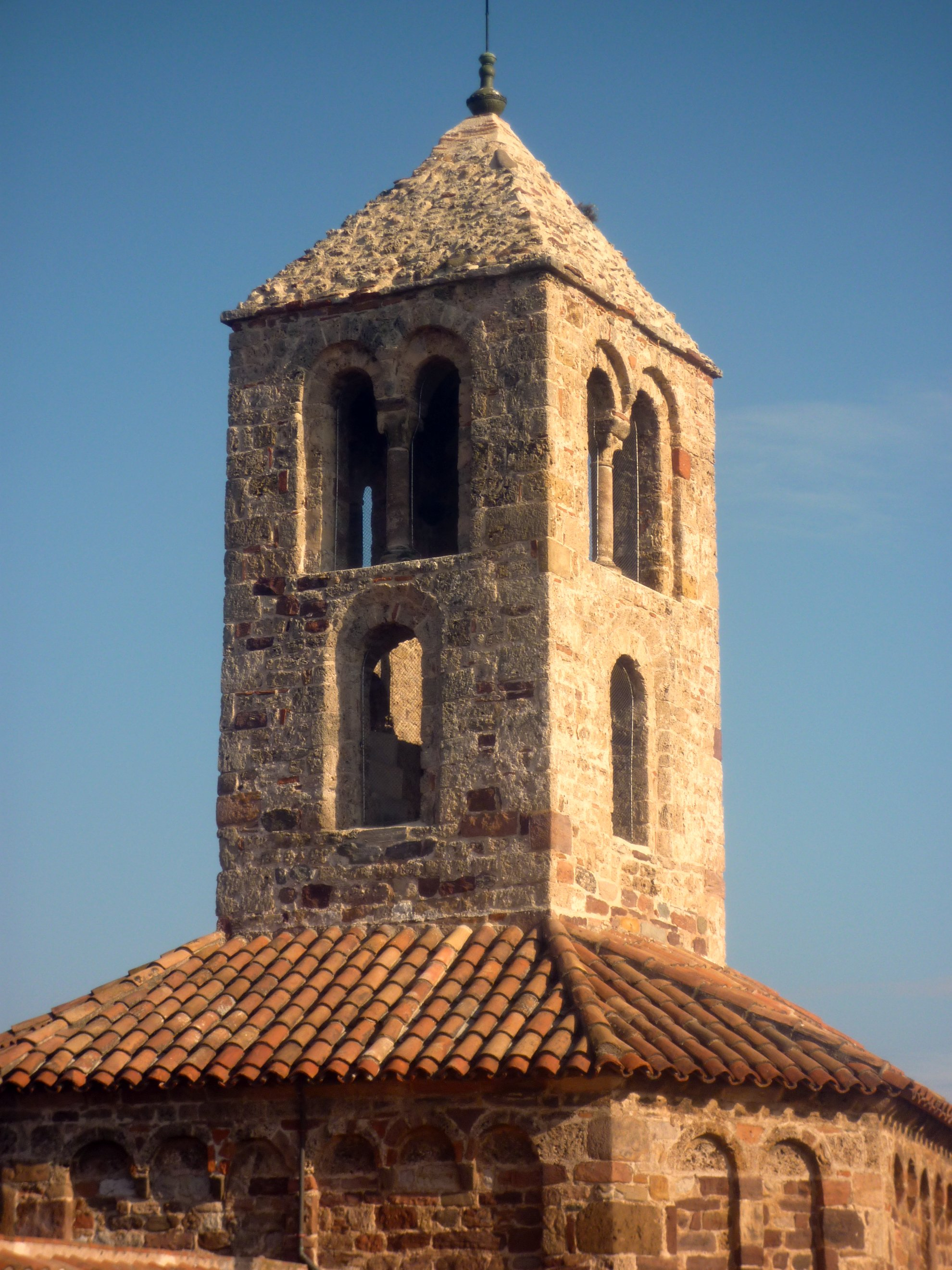
Clocher.
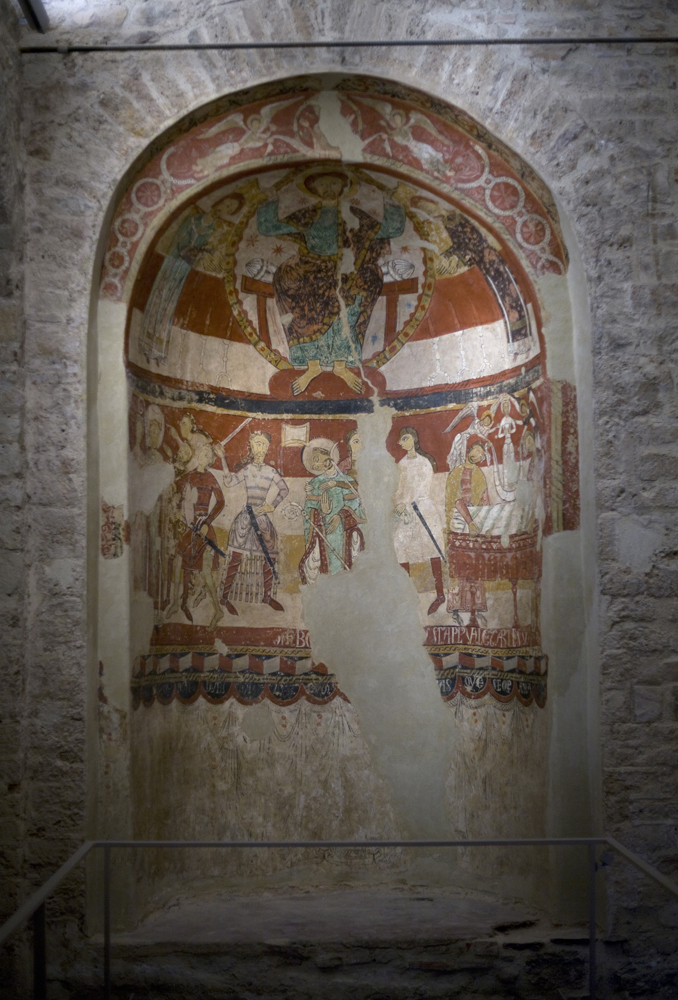
Fresques de l'absidiole.
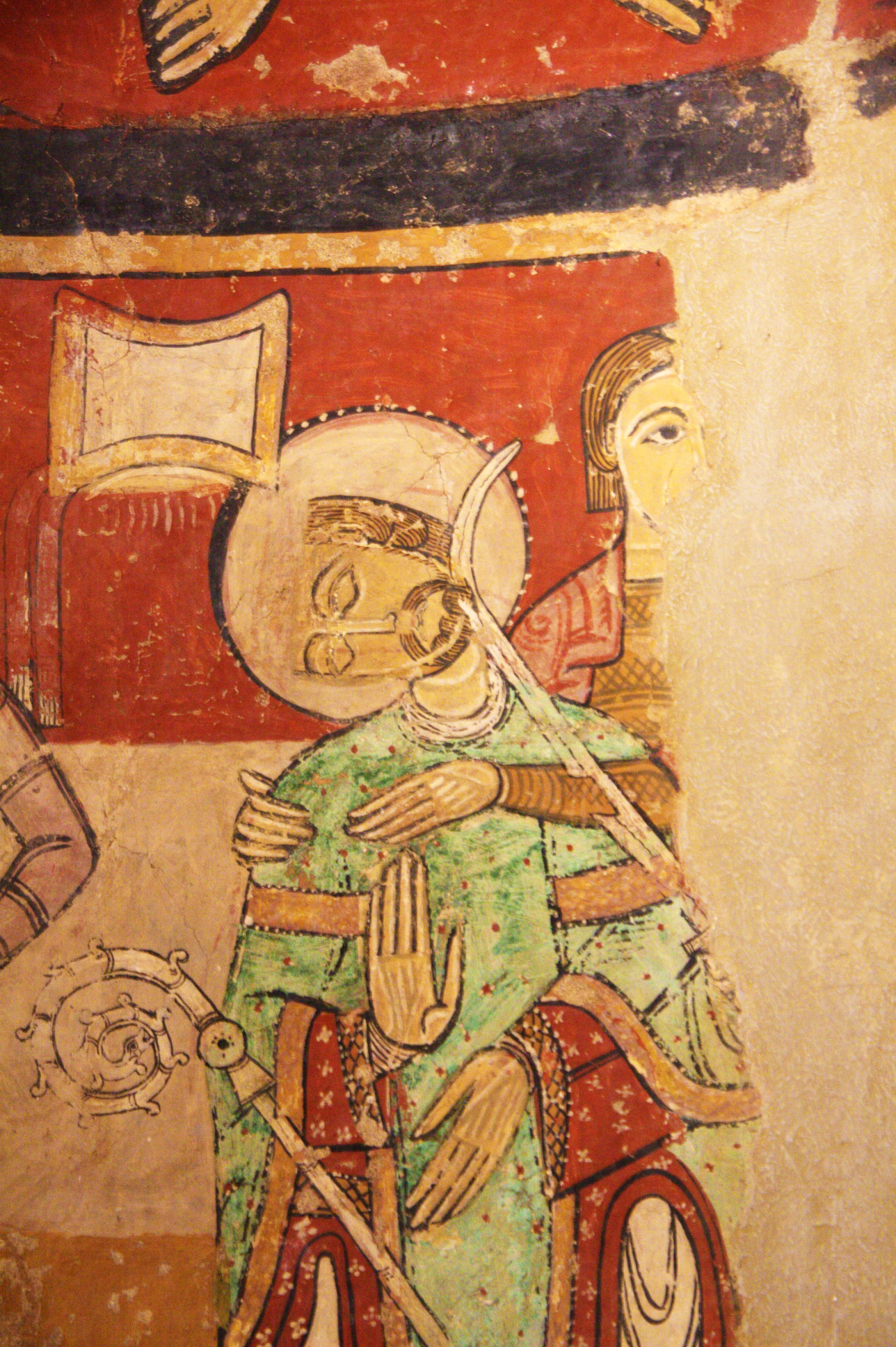
Saint Thomas Beckett.

## Protection
L'ensemble monumental a été déclaré Bien de Interés Cultural le 3 juin 1931 (références: RI-51-0000429; RI-51-0000427; RI-51-0000428).